# Parcul Național Jaú
Parcul național Jau (portugheză:"Parque Nacional do Jaú") este situat în statul Amazonas din Brazilia, între 1 º00'-3º00 si 61º30'-64º00'V. Este cel mai mare parc național din Bazinul Amazon, cu o suprafață de peste 5,6 milioane de acri (23,000 km²). A fost desemnat Parc național în 1980 prin Decretul Federal nr 85200. Face parte din Patrimoniul Mondial. Intrarea în parc este restricționată, fiind necesară aprobare din parte guvenului brazilian.
Parcul protejează atât bazinul hidrologic al râului Jau, cât și multe din speciile din ecosistem, într-o zonă suficient de mare pentru a conține procese ecologice și biologice majore, cum ar fi tornadele, inundațiile și incendiile naturale, oferind posibilitatea de a studia efectul acestora asupra biodiversității ecosistemelor naturale.

## Clima
Clima acestuia este tropical umedă, iar anotimpurile sunt definite de precipitații. Precipitațiile variază în fiecare an de la 1750 mm în iulie și septembrie la 2500 mm în decembrie și aprilie. Temperatura medie anuală se situează între 26 °C - 26.7 °C. Maximul absolut este de 31.7 °C iar minimul este de 22 °C.

## Fauna
Parcul protejează o faună impresionantă, cu multe specii asociate cu sistemele de râuri cu apă neagră. Există o mare diversitate, cu 120 de specii de mamifere, inclusiv 20 specii de rozătoare și marsupiale, 470 de specii de păsări (aproximativ două treimi din numărul păsărilor înregistrate in bazinul amazonian central) , 15 specii de reptile și 320 de specii de pești, aproximativ două treimi din cele înregistrate în Rio Negro.

## Situri arheologice și locuitori
Zona nu este locuită în prezent, dar un studiu recent a identificat 17 situri arheologice la gura râului Jau, cu materiale nedatate care indică faptul că zona se poate să fi facut parte dintr-un coridor între râurile Solimões și Negro populată de grupuri etnice din ambele regiuni. Numeroase sculpturi din piatra au fost găsită pe marginea raului. Studii detaliate din aceste situri ar putea ajuta să explice istoria ocuparii umane de-a lungul Rio Negro. In zilele noastre, Instituto do Patrimonio Histórico Brasileiro lucreaza oficial la conservare ruinelor Airão abandonat anterior în anii 1950.Nu sunt persoane care trăiesc în parc. Populația rurala din caboclos sunt descendenții europeni, în principal, portughezi , inițial atrași de colectare de cauciuc. 138 de familii trăiesc de-a lungul raului Unini, 41 de familii pe Rio JAU și 4 familii pe raul Carabinani . Cele mai multe s-au născut în regiune sau în stat, și încă mai trăiesc în stil tradițional, cu privire la vânătoare, pescuit, colecțarea de cherestea, cauciuc, nuci, uleiuri si rășini.Nu există nici un drum de acces în Parc dincolo de Novo Airão, 100 km în aval și este accesibil numai pe rau, asa ca barcile inchiriate sunt folosite pentru acces. Drumul de la Manaus la intrarea in Parc durează până la 18 de ore, sau 8 oră cu barca cu motor. Vizitatori au nevoie de o autorizație prealabilă de la Parcul Director la IBAMA cu sediul în Manaus.

## Management
Parcul este una dintre putinele unitati de conservare în Brazilian Amazon cu un plan de management, care este în același timp complet și în curs de aplicare. Acest lucru a fost dezvoltat între IBAMA, de Vitória amazonica Foundation (FVA), guvernul local, instituțiile de cercetare și membrii de extracție și industria turismului următoarele linii directoare elaborate de către IBAMA. Aproape 60 de experți cercetători de la 13 instituții diferite contribuie.
Între 1993 și 1997, IBAMA a investit în jur de 1400.000 dolari (aproximativ 780,000 dolari SUA) în parc, din care $ 378,000 (211,000 dolari SUA) au fost cheltuiti pentru dezvoltarea planului de management. Din 1992 până în 1997, FVA a canalizat 1600000 dolari (894,000 dolari SUA) pentru a elaborărarea planului, cu excepția salariilor cercetătorilor și cheltuielile de colaborarea organizatiilor.Surse primare de finanțare au fost: IBAMA prin programul național de Mediu (PNMA-IBAMA), World Wildlife Fund, Uniunea Europeană, W. Alton Jones Foundation, Guvernul din Austria si 14 de alte instituții.Finanțare disponibila pentru proiectul PP-G7 se ridică la aproape 47 milioane dolari SUA. $ 3.8 milioane au fost alocate pentru etapa 1.